# Diogo Martins Cão
Diogo Martins Cão, vulgo matador de negros, e também o montante negro, em referência à espada de treino de duas mãos, foi um sertanista que fez entradas em 1596 atrás de ouro e esmeraldas, saindo da região que hoje é Espírito Santo.